# Ministerio de Economía y del Mar
El Ministerio de Economía y del Mar (en portugués: Ministério da Economia e do Mar) es un departamento del Gobierno de Portugal  responsable de supervisar y ejecutar las políticas públicas relativas a las actividades económicas, especialmente en lo que se refiere a los sectores de comercio, turismo, servicios, industria y el mar.

## Historia
En Portugal, el primer departamento destinado a la gestión de los asuntos económicos fue el Ministerio de Obras Públicas, Comercio e Industria, creado en 1852. Tras el golpe republicano del 5 de octubre de 1910, el Ministerio de Obras Públicas pasó a llamarse "Ministerio de Fomento", manteniendo las mismas competencias. En 1917 el Ministerio de Fomento pasó a denominarse "Ministerio de Comercio". En ese gobierno el sector de la agricultura estaba bajo la tutela del nuevo Ministerio de Trabajo y Seguridad Social. Un año después,en 1918 el Ministerio de Comercio se titula "Ministerio de Comercio y Comunicaciones" y se crea el nuevo Ministerio de Agricultura. En 1932 se fundieron en uno nuevo tres carteras con el nombre de Ministerio de Comercio, Industria y Agricultura. En 1933 volvieron a separarse en el Ministerio de Comercio e Industria y el Ministerio de Agricultura. En 1940 se crea el Ministerio de Economía a partir de la fusión de los ministerios de Comercio e Industria y Agricultura. Unos años después, en 1958, se crean tres Secretarías de Estado dentro del Ministerio de Economía, la de Comercio, la de Industria y la de Agricultura. El 15 de marzo de 1974 se publica un decreto ley por la que se crea el Ministerio de Agricultura y Comercio y el Ministerio de Industria y Energía por subdivisión del Ministerio de Economía. Apenas un mes después, tras la Revolución de los Claveles, el Ministerio de Economía se fusiona con el Ministerio de Finanzas, dando origen al Ministerio de Coordinación Económica. En junio el Ministerio de Coordinación Económica se subdivide nuevamente en el Ministerio de Economía y el Ministerio de Finanzas. Con la extinción del Ministerio de Marina, el sector pesquero pasa a la tutela del Ministerio de Economía. En 1975 se crean los ministerios de Comercio Exterior, de Comercio Interior, de Agricultura y Pesca y de Industria y Tecnología de la división del anterior Ministerio de Economía. En 1976 los ministerios de Comercio Interior y de Comercio Exterior se funden en el Ministerio de Comercio y Turismo. Dos años después, en 1979 el Ministerio de Industria y Tecnología pasa a llamarse Ministerio de Industria, a secas. Sin embargo, en 1980 el Ministerio de Industria se titula "Ministerio de Industria y Energía". En 1981 los ministerios de Comercio y Turismo y de Agricultura y Pesca se fusionan en el Ministerio de Agricultura, Comercio y Pesca. En 1983 el Ministerio de Agricultura, Comercio y Pesca se divide y da origen a los ministerios de Comercio y Turismo, por un lado, y de Agricultura, Silvicultura y Alimentación, por otro. El sector pesquero pasa al nuevo Ministerio del Mar. En 1995 se restablece el Ministerio de Economía a partir de la fusión de los ministerios de Comercio y Turismo e Industria y Energía; en 2004 se crea el Ministerio de Actividades Económicas y Laborales a partir de la fusión del equipo de Trabajo del anterior Ministerio de Seguridad Social y Trabajo con el Ministerio de Economía. El sector de turismo pasa a ser el recién creado Ministerio de Turismo. En 2005 se crea el Ministerio de Economía e Innovación a partir de la fusión de los sectores económicos del Ministerio de Actividades Económicas y Trabajo con el Ministerio de Turismo. En 2009, el MEI pasa a denominarse "Ministerio de Economía, Innovación y Desarrollo" (MEID).
En 2011 la estructura del MEID está integrada en el nuevo Ministerio de Economía y Empleo. En 2013 vuelve a crearse el Ministerio de Economía, pasando la cartera de empleo al Ministerio de Solidaridad, Empleo y Seguridad Social. En 2019, la estructura del ME está integrada en el nuevo Ministerio de Economía y Transición Digital. Por fin en 2022, el ME pasa a integrar el área del Mar llamándose Ministerio de Economía y del Mar. En 2024 se nombró a Pedro Reis como ministro de Economía y Mar dentro del Gabinete Montenegro.

## Ministros
- Pedro Reis (2024-actualidad)